# Club Atlético Juventud Unida Universitario
El Club Atlético Juventud Unida Universitario es un club deportivo argentino de la Ciudad de San Luis, Provincia de San Luis. Juega en el federal A,tercera división argentina donde juegan los clubes del interior nacional.
Fue fundado el 8 de noviembre de 1920 y actualmente milita en el Federal A, tercera categoría del fútbol argentino. Juventud es el único equipo de fútbol de San Luis en acceder a un torneo de Primera División, en lo que fue el Campeonato Nacional.
Desde la temporada 2001-02 hasta la 2015 militó en el Torneo Federal A (ex Torneo Argentino A) y disputó todas las ediciones de la Copa Argentina de Fútbol desde su reimplementación en 2011. Por su parte, en su provincia está afiliado a la Liga Sanluiseña de Fútbol, en la cual tiene 25 títulos (San Luis).
Su clásico rival es Estudiantes de la misma ciudad.
El 10 de diciembre de 2015 obtuvo el ascenso a la Primera B Nacional.

## Historia

### Primeros años
Fundado en 1920, "el juve" recién lograría obtener su primer título en la Liga Sanluiseña de Fútbol en 1946 y recién repetiría título en 1969. Sin embargo, tras ese título obtendría la clasificación para la segunda edición de la Copa Argentina, quedando eliminado en la primera fase ante Atlanta.

### Copa Argentina 1970
En 1969 Juventud Unida Universitario se consagró campeón de la liga puntana, y se ganó el cupo para jugar la segunda edición de la Copa Argentina. El sorteo lo enfrentó en la primera fase frente a Atlanta, subcampeón de la edición de 1969, y los dos partidos se jugaron en la provincia de San Luis.
El primero se jugó en el Estadio Héctor Odicino - Pedro Benoza, de Estudiantes de San Luis (haciendo de local Atlanta) el 4 de marzo de ese año, con resultado en empate sin goles. La revancha se disputó el 7 del mismo en el Mario Sebastián Diez, donde Juventud perdió 2 a 0 con goles de Rodolfo Juárez y Jorge Vallejos para el equipo de Villa Crespo, quedando eliminado de dicha competencia.

### Trascendencia nacional
A pesar de la temprana eliminación, el haber disputado la copa le dio la primera impresión nacional y la posibilidad de incorporar jugadores más prestigiosos. Así, obtuvo los títulos de 1971, 1972, 1973 y 1977.
En el año 1978, Juventud llegó a la final del Torneo Regional 1978 frente a San Martín de Mendoza para acceder al Torneo Nacional, pero sería derrotado. Finalmente, un año después tendría revancha de la mano de un subcampeonato en 1979 que le daría la clasificación al torneo regional de ese año al bajarse del mismo el campeón Defensores del Oeste.
La primera ronda del Torneo Regional lo vería a "Juve" frente a Colegiales de Villa Mercedes, al cual vencería tras un doble marcador de 2-1 (4-2 en el global). En segunda fase, el rival de turno sería Peñarol de San Juan, obteniendo la clasificación con un 1-1 y 2-0 (3-1 global). Finalmente, el pase a la final se daría al superar de forma ajustada a Estudiantes de Río Cuarto por 1-1 y 2-1 (3-2). El gran partido se daría el 8 de abril, cuando Juventud Unida Universitaria superaría en la vuelta por 1-0 a Independiente de Neuquén como local (la ida había tenido idéntico resultado) y 4-2 en los penales. De esta forma, el auriazul se convertía en el primer (y único) equipo de San Luis en obtener la posibilidad de disputar la primera división.
Esto se daría en el Torneo Nacional 1979 bajo la denominación de Alianza Juventud Pringles, debido a una fusión con el Club Deportivo Pringles para solventar los gastos económicos. Emparejado en la zona A junto a grandes como Vélez Sarsfield, Unión de Santa Fe, Ferro Carril Oeste e Independiente; además de San Martín de Tucumán y Atlético Ledesma. Sin embargo, con una cosecha de apenas tres victorias, cinco empates y seis derrotas quedaría en el sexto puesto y automáticamente eliminado.
Los jugadores que disputaron ese Torneo Nacional fueron los siguientes:
- Americo Sosa Sánchez (AC), Miguel Ángel Lucero, Agustín Lucero, Horacio “Lacho” Rosales, “Jocho” Fernández, Mario Magallanes, José Amieva, “Lalo” Zabala, Darío Caballaro, Ricardo Logiácono, Osvaldo Barrera, Ciro Magallanes y Hugo “Toro” Gómez. El DT fue Miguel Ángel Guzmán.

Resultados Destacados: Nacional 1979; 1-0 a Ferrocarril Oeste

### Años 1980 y 90
Tras este gran momento de su paso en la primera categoría del Fútbol Argentino no lograría volver a Primera. En cuanto a los torneos provinciales, lograría coronarse en 1982, 1985, 1988, 1990, 1993, 1994, 1996, 1997 (apertura y clausura) y 1998; superando a Defensores del Oeste como el segundo mayor campeón de la Liga Sanluiseña y acercándose a Sportivo Estudiantes.
Justamente ese último año participó del primer Torneo Argentino B de la historia, con un formato similar al Torneo del Interior actual, aunque quedaría fuera de la primera fase. Tendría revancha recién en la temporada 2000/01, ya que tras empatar ante Unión de Villa Krause y ganar en el sorteo; superar a San Martín de Monte Comán y Centenario de Neuquén en la segunda fase; vencer en la tercera a su clásico rival, Estudiantes de Río Cuarto y Pacífico de General Alvear y finalmente ganarle Guillermo Brown de Puerto Madryn; lograría el ascenso al Torneo Argentino A.

### Torneo Argentino A
En el Argentino A alternó buenas y malas campañas. Fue noticia en la temporada 2010/11 cuando con la gerenciadora Promotora Deportiva de Carlos Ahumada contrató figuras de primer nivel como Darío Husaín, Celso Esquivel, Valentín Brasca, Mario Pacheco y Claudio Bustos, incluso se rumoreó que llegarían Marcelo Gallardo y Luis Salmerón; se había creado mucha expectativa hasta reflejada en medios nacionales. Finalmente el equipo puntano haría una floja campaña quedando fuera del nonagonal y haciendo una mala campaña en la reválida.
En la temporada 2011/2012, Juventud comenzó de mala manera terminando la primera fase en el penúltimo lugar en la zona sur, sin clasificar al undecagonal y teniendo que jugar la reválida, en la cual empezaría perdiendo 3-0 con Rivadavia de Lincoln. A pesar de esto, lograría mejorar y obtener tres triunfos seguidos condenando a Huracán de Tres Arroyos al descenso al Argentino B y obteniendo el pase a la siguiente ronda. En la segunda fase vencería a Juventud Antoniana tras triunfar 1-0 de visitante y empatar 0-0 de local, clasificando a la tercera rueda donde se enfrentaría otra vez a Rivadavia de Lincoln. Finalmente, sería victoria tras un 0-1 y 3-0.
Luego, vencería a Defensores de Villa Ramallo, triunfando de local 4-1 y perdiendo en Villa Ramallo 2-0, pero aun así clasificando a la siguiente instancia. Al final, en la cuarta fase quedaría eliminado con Crucero del Norte al perder 1-0 de local y 2-1 en Misiones.
En el Torneo Argentino 2013/14 clasificaría al nonagonal como segundo al obtener 38 puntos en la fase regular producto de 11 partidos ganados,5 empates y 6 reveces, quedando escolta del futuro ascendido Santamarina de Tandil. En el mismo obtendría la octava posición, perdiendo el primer ascenso. Sin embargo, tras eliminar a Central Córdoba de Santiago del Estero, San Martín de Tucumán y la CAI de Comodoro Rivadavia; pasaría a la final por el segundo. Allí caería derrotado ante Guaraní Antonio Franco por ventaja deportiva, al ganar 2-1 como local pero ser derrotado 1-0 en su visita.
En la actual temporada 2015 clasificó al tetradecagonal en tercer lugar de su zona obteniendo 29 puntos, en la siguiente fase (tetradecagonal), empezaría con pisada firme tras ganarle a Tiro Federal de Bahía Blanca 3 a 1, pero en la 6.ª fecha recibiría un duro golpe tras perder como visitante 4 a 0 con Defensores de Villa Ramallo, luego jugaría con el futuro ascendido Talleres de Córdoba y empataría 1 a 1. Luego volvería a ser golpeado tras perder con Unión de Sunchales y ya se perderían chances de ser el primer ascendido a la B Nacional, que fue Talleres de Córdoba. Luego de eso vendrían los cruces de llave de la quinta fase, perdería con el Deportivo Madryn 3 a 2 de visitante y seguía la ilusión del ascenso, al jugar la vuelta Juventud recibía un baldazo de agua fría tras empezar perdiendo 3 a 0 de local, pero no se rindió y consiguió una remontada histórica cuando llegando al último minuto del partido estaba 4 a 4 Marcos Fernández lograba el gol de la victoria y así el desahogo de toda la gente auriazul. Luego, 
Juventud viajó a Catamarca para enfrentar a Unión Aconquija que estaba invicto de local, Juventud ganó 1 a 0 y luego perdió 1 a 0 de local pero por ventaja deportiva accedió a la final por el segundo ascenso donde volvió a enfrentar a Unión de Sunchales a quien venció por un global de 3 a 1 y ascendió a la B Nacional.

### Copa Argentina
Después de varios años de discusión, volvía la antigua Copa Argentina para la temporada 2011/12 y tomaban parte de ella los equipos de Primera División, Primera B Nacional, Primera B Metropolitana, Torneo Argentino A, Primera C, Torneo Argentino B y Primera D.
Juventud arranca en la Fase Inicial Zona interior jugando de local el 7 de septiembre del 2011 en el Estadio Mario Sebastián Diez ante Gimnasia de Mendoza, con resultado 0-0 y victoria por 5 a 3 en penales. En la siguiente ronda, vencería 1-0 a Alumni de Villa María. Finalmente, lo eliminaría en la cuarta eliminatoria Unión de Villa Krause por 3-1 en penales al igualar 2-2 en tiempo regular.
En la 2012/13, sería eliminado por Atenas de Río Cuarto con el mismo resultado que la edición anterior en su primera ronda (cuarta eliminatoria).
Para la 2013/14 lograría la mejor producción de su historia en la copa. Al vencer a Estudiantes de San Luis, Rivadavia de Lincoln, Huracán de San Rafael, Defensores de Cambaceres y Unión de Santa Fe; se enfrentaría por los dieciseisavos de final a Club Atlético Rosario Central. A pesar de ser derrotado por 3-1, quedaría un buen sabor de boca por el gran rendimiento.

## Instalaciones

### Estadio
El club cuenta con el Estadio Mario Sebastián Diez, inaugurado en 1984. Está ubicado en las calles Riobamba y Felipe Velázquez. Otra Instalaciones Es El Predio Ciudad Deportiva, Ubicado en la Calle Francos Pastores

## Presidentes

### Comisión directiva
| Comisión directiva 2018-2020 |
| |
| - Presidente: - Juan Martin Divizia - Vicepresidente: - Gabriel Bossio - Secretario: - Daniel Garro - Pro-secretario: - Claudio Acosta - Secretario de Actas: - Roberto González Espíndola - Tesorero: - Enzo Belzunce - Pro-tesorero: - Pablo Kowal |
| |

| Comisión directiva 2018-2020 |
| |
| - Vocales Titulares: - Fernando Mover - Diego Astudillo - Vocales Suplentes: - Alexis Torres - Guillermo Benavídez - Revisor de Cuentas Titular: - Gustavo Rosales - Revisor de Cuentas Suplente: - Enzo Belzunce - Síndico: - Norberto Barroso |
| |

| Comisión directiva 2018-2020 |
| |
| - Delegado ante la Liga Sanluiseña de Fútbol: - Gustavo Rosales - Jefe de Prensa y Comunicación: - Fernando Mover - Marketing y Publicidad: - Julio Rosales |
| |

### Cronología de Presidentes
| - (1920)... - 1985-1996: Presidente: Hugo E. Marin // Secretario: Carlos N. Zavala - 1997-1998: Presidente: Francisco L. Torres // Secretario: Eugenio Barroso - 1999-2000: Presidente: Jesús Martin // Secretario: Luis Lepori - 2000-2001: Presidente: Hugo O. Diez // Secretario: José Esteban Sindoni - 2002-2002: Presidente: Daniel O. Giboin // Secretario: Antonio Proto - 2003-2010: Presidente: Daniel O. Giboin // Secretario: Ricardo Endeiza - 2011-2011: Presidente: Hugo E. Marin // Secretario: Ricardo Endeiza - 2012-2013: Presidente: Ricardo Endeiza // Secretario: Juan Martin Divizia - 2014-2015: Presidente: Carlos I. Luna // Secretario: Juan Martin Divizia - 2015-2016: Presidente: Darío M. Orozco // Secretario: Ernesto M. López - 2016-2018: Presidente: Daniel O. Giboin // Vicepresidente: Alberto Arroyuelo // Secretario: José E. Sindoni - 2018-2018: Presidente: Daniel O. Giboin // Vicepresidente: Alberto Arroyuelo // Secretario: Daniel E. Garro - 2018-2019: Presidente: Agustín Alessio (Interino) // Vicepresidente: Juan Martin Divizia (Interino) // Secretario: Daniel E. Garro - 2019-presente: Presidente: Juan Martin Divizia // Vicepresidente: Gabriel Bossio // Secretario: Daniel E. Garro |

## Uniforme
- Uniforme titular: Camiseta a rayas verticales azules y amarillas, pantalón azul, medias amarillas.
- Uniforme alternativo: Camiseta blanca con rayas verticales amarillas y azules, pantalón blanco, medias blancas.

### Evolución del uniforme
- Camiseta titular

| 2010-12 | 2012-13 | 2013-14 | 2014 | 2015 | 2016 |

| 2016-17 | 2017-18 | 2018-19 | 2019-20 | 2021 | 2022 | 2023 |

- Camiseta suplente

| 2010-12 | 2012-13 | 2013-14 | 2014 | 2015 | 2016 |

| 2016-17 | 2017-18 | 2018-19 | 2019-20 | 2021 | 2022 | 2023 |

### Indumentaria y patrocinador
La tabla detalla en orden cronológico los nombres de las firmas proveedoras de indumentaria y los patrocinadores que tuvo Juventud desde 1980.
| Período       | Proveedor                                                    | Patrocinador/es                                                            | Patrocinador/es secundario/s                                                                      |
| ------------- | ------------------------------------------------------------ | -------------------------------------------------------------------------- | ------------------------------------------------------------------------------------------------- |
| 1980-1984     | Sportlandia                                                  | Banco San Luis                                                             | Ninguno                                                                                           |
| 1985-1993     |                                                              | Banco San Luis                                                             | Ninguno                                                                                           |
| 1993-1994     |                                                              | Ninguno                                                                    | Ninguno                                                                                           |
| 1994-1995     | Gativideo                                                    |                                                                            | Ninguno                                                                                           |
| 1995-1996     | Gativideo                                                    |                                                                            | Ninguno                                                                                           |
| 1997-1999     | AVH                                                          |                                                                            | Ninguno                                                                                           |
| 1999-2000     | Cordial                                                      |                                                                            | Ninguno                                                                                           |
| 2000-2002     | Cordial                                                      | Ferrieres                                                                  | Ninguno                                                                                           |
| 2002-2003     | Rodríguez Saa Presidente                                     | Ferrieres                                                                  | El Club                                                                                           |
| 2003-2004     | Taiyo                                                        | Cordial                                                                    | Ninguno                                                                                           |
| 2004-2006     | Dana                                                         | El Club                                                                    | Ninguno                                                                                           |
| 2006-2007     | Solo Gol                                                     | El Club                                                                    | CIL Materiales Eléctricos                                                                         |
| 2007-2008     |                                                              | Banco Supervielle                                                          | CIL Materiales Eléctricos                                                                         |
| 2008-2009     |                                                              | TRANS                                                                      |                                                                                                   |
| 2009-2010     | VISTA Suites Spa & Golf                                      | Electrónica Sanatorio Ramos Mejía                                          |                                                                                                   |
| 2010-2012     |                                                              | Arenas de La Punta                                                         | Banco Supervielle CIL Materiales Eléctricos El Club                                               |
| 2012-2013     | Sport Lyon                                                   | La Punta 2019                                                              | Banco Supervielle CIL Materiales Eléctricos Autotransportes CATA                                  |
| 2013-2014     | Sport Lyon                                                   | San Luis Inspira                                                           | Ministerio de Deportes de San Luis                                                                |
| 2014          | Sport Lyon                                                   | San Luis Actitud Saludable                                                 |                                                                                                   |
| 2015          | Solo Gol                                                     | San Luis es Futuro                                                         | Banco Supervielle CIL Materiales Eléctricos                                                       |
| 2016          |                                                              | Gobierno de San Luis Colores de los Funes                                  | Autotransportes San Juan Metrovial epic Hotel                                                     |
| 2017-2018     | San Luis cambió y cambió el futuro Colores de los Funes inka | Autotransportes San Juan CIL Materiales Eléctricos VISTA Suites Spa & Golf |                                                                                                   |
| 2018-2019     | Gobierno de San Luis Colores de los Funes                    |                                                                            |                                                                                                   |
| 2019-2020     | Gobierno de San Luis Autotransportes San Juan                | CIL Materiales Eléctricos Lemmedical S. R. L.                              |                                                                                                   |
| 2021          | Fanáticos                                                    | Gobierno de San Luis Autotransportes San Juan Sago                         | CIL Materiales Eléctricos Lemmedical S. R. L. Signa Imágenes Médicas Ivess                        |
| 2022          | Fanáticos                                                    | Gobierno de San Luis Autotransportes San Juan Placas San Luis              | CIL Materiales Eléctricos Lemmedical S. R. L. Signa Imágenes Médicas Ivess                        |
| 2023-2024     | Fortius                                                      | Gobierno de San Luis VISIT Petróleo                                        | Autotransportes San Juan CIL Materiales Eléctricos Lemmedical S.R.L. Signa Imágenes Médicas Ivess |
| 2024-presente | CALOU                                                        | Gobierno de san luis VISIT                                                 | CIL Materiales Eléctricos Lemmedical S.R.L. Signa Imágenes Médicas Ivess                          |

## Datos del club
- Temporadas en Primera División: 1 (Nacional 1979)
- Temporadas en Primera B Nacional: 1 (2016)
- Temporadas en Torneo Federal A: 20 (89, 91, 92/93, 94/95, 01/02, 02/03, 03/04, 04/05, 06/07, 07/08, 08/09, 09/10, 10/11, 11/12, 12/13, 13/14, 16/17 - 17/18 - 18/19 - 19/20)
- Temporadas en Torneo Federal B: 2 (97/98, 00/01)
- Temporadas en Torneo del Interior: 8
- Mayor goleada conseguida en Primera:
  - En campeonatos nacionales:
Atlético Ledesma 1 - 2 Alianza Juventud Unida Universitario Pringles (Nacional 1979)
Alianza Juventud Unida Universitario Pringles 2 - 1 Ferro Carril Oeste (Nacional 1979)
  - En torneos internacionales: Nunca participó
- Mayor goleada recibida en primera:
  - En campeonatos nacionales:
Alianza Juventud Unida Universitario Pringles 1 - 4 Independiente (Nacional 1979)
  - En torneos internacionales: Nunca participó
- Mejor puesto en la liga: 6.º de 7, Grupo A (20.º de 28 en la tabla general) (Nacional 1979)
- Peor puesto en la liga: 6.º de 7, Grupo A (20.º de 28 en la tabla general) (Nacional 1979)

### Participaciones en Copa Argentina
| Año                    | Ronda                              | PJ | PG | PE | PP | GF | GC | DG |
| ---------------------- | ---------------------------------- | -- | -- | -- | -- | -- | -- | -- |
| Copa Argentina 1969    | No Participó                       | -  | -  | -  | -  | -  | -  | -  |
| Copa Argentina 1970    | Primera Fase                       | 2  | 0  | 1  | 1  | 0  | 2  | -2 |
| Copa Argentina 2011/12 | 4.ª Eliminatoria                   | 3  | 1  | 2  | 0  | 3  | 2  | +1 |
| Copa Argentina 2012/13 | 4.ª Eliminatoria                   | 1  | 0  | 1  | 0  | 2  | 2  | 0  |
| Copa Argentina 2013/14 | 16vos de Final                     | 6  | 2  | 3  | 1  | 6  | 4  | +2 |
| Copa Argentina 2014/15 | 3.ª Eliminatoria                   | 3  | 1  | 2  | 0  | 5  | 2  | +3 |
| Copa Argentina 2015/16 | Fase preliminar regional (Grupo B) | 1  | 0  | 0  | 1  | 0  | 2  | -2 |
| Total                  | 6/7                                | 16 | 4  | 9  | 3  | 16 | 14 | +2 |

## Jugadores

### Mercado de pases

#### Altas 2024
| Altas               | Altas            | Altas                        | Altas            | Altas  |
| Jugador             | Posición         | Procedencia                  | Tipo             |        |
| Verano              | Verano           | Verano                       | Verano           | Verano |
| ------------------- | ---------------- | ---------------------------- | ---------------- | ------ |
| Hernán Vázquez      | Director Técnico | San Martín de Mendoza        | Libre.           |        |
| Matías Godoy        | Defensor         | Estudiantes de San Luis      | Libre.           |        |
| Juan Manuel Marital | Defensor         | Huracán Las Heras            | Libre.           |        |
| Jonathan Medina     | Defensor         | Gimnasia y Esgrima (CdU)     | Libre.           |        |
| Matías Presentado   | Defensor         | Guaraní Antonio Franco       | Libre.           |        |
| Brandon Cuello      | Volante          | FADEP de Mendoza             | Libre.           |        |
| Joaquín León        | Volante          | Estudiantes de Río Cuarto    | Libre.           |        |
| Sebastián Luna      | Volante          | Gimnasia y Esgrima (CdU)     | Libre.           |        |
| Maximiliano Quiroga | Volante          | Colegiales de Villa Mercedes | Fin de préstamo. |        |
| Ezequiel Riera      | Volante          | Huracán de San Rafael        | Libre.           |        |
| Facundo Tello       | Volante          | Altos Hornos Zapla           | Libre.           |        |
| Francisco Aman      | Delantero        | Racing de Córdoba            | Libre.           |        |
| Damián De Hoyos     | Delantero        | Santiago Morning             | Libre.           |        |
| Franco Paredes      | Delantero        | Defensa y Justicia           | Préstamo.        |        |
| Matías Persia       | Delantero        | Deportivo Maipú              | Libre.           |        |
| Santiago Rodríguez  | Delantero        | Jorge Newbery (VM)           | Fin de préstamo. |        |
|                     |                  |                              |                  |        |
| Invierno            |                  |                              |                  |        |
| Lautaro Figueroa    | Defensor         | Rosario Central              | Libre.           |        |
| Mariano Pieres      | Defensor         | Excursionistas               | Libre.           |        |
|                     |                  |                              |                  |        |

#### Bajas 2024
| Bajas               | Bajas            | Bajas                        | Bajas                  | Bajas  |
| Jugador             | Posición         | Destino                      | Tipo                   |        |
| Verano              | Verano           | Verano                       | Verano                 | Verano |
| ------------------- | ---------------- | ---------------------------- | ---------------------- | ------ |
| Duilio Botella      | Director Técnico | Santamarina de Tandil        | Rescisión de contrato. |        |
| Agustín Collado     | Arquero          | Estudiantes de San Luis      | Fin de contrato.       |        |
| Tiago Ferreyra      | Defensor         | Mitre de Santiago del Estero | Préstamo.              |        |
| Nicolás Foglia      | Defensor         | Estudiantes de Río Cuarto    | Fin de contrato.       |        |
| Julián Giménez      | Defensor         | Almafuerte de Las Varillas   | Fin de contrato.       |        |
| Marco Lambert       | Defensor         | Bandera de ?                 | Fin de contrato.       |        |
| Hernán Sosa         | Defensor         | Kimberley de Mar del Plata   | Fin de contrato.       |        |
| Juan Cruz Arnó      | Volante          | Deportivo Maipú              | Traspaso.              |        |
| Sebastián Balmaceda | Volante          | Argentino de Monte Maíz      | Fin de contrato.       |        |
| Hernán Fredes       | Volante          | Retiro.                      | Fin de contrato.       |        |
| Juan Pablo Gobetto  | Volante          | Mitre de Santiago del Estero | Préstamo.              |        |
| Facundo Peréz       | Volante          | Olimpo de Tres Arroyos       | Rescisión de contrato. |        |
| Misael Sosa         | Volante          | Deportivo Maipú              | Préstamo.              |        |
| Agustín Faría       | Delantero        | Deportivo Maipú              | Fin de préstamo.       |        |
| Facundo Parra       | Delantero        | Retiro.                      | Fin de contrato.       |        |
| Ignacio Sabatini    | Delantero        | Arsenal de Sarandí           | Rescisión de contrato. |        |
|                     |                  |                              |                        |        |
| Invierno            |                  |                              |                        |        |
| Jonathan Medina     | Defensor         | Bandera de ?                 | Rescisión de contrato. |        |
| Matías Presentado   | Defensor         | Sarmiento de Resistencia     | Rescisión de contrato. |        |
|                     |                  |                              |                        |        |

## Entrenadores

### Cuerpo técnico
| Cuerpo técnico - Federal A 2024 |
| |
| - Director técnico: - Hernán Vázquez - Ayudante de campo: - Alejandro Romero - Preparador físico: - Franco Pellegrino - Entrenador de arqueros: - Damián Martínez - Videoanalista: - Rodrigo Lucero |
| |

| Cuerpo técnico - Federal A 2024 |
| |
| - Médico: - Oscar López - Kinesiólogos: - Ignacio Morán - Nutricionista: - Fernando Lombardo - Utileros: - Juan José Minino - Daniel Denis |
| |

### Lista de entrenadores
(*) = Interino

## Palmarés

### Torneos nacionales
- Torneo Regional (1): 1979 (junto a otros once equipos y como Alianza Juventud Unida Universitario Pringles).
- Torneo Argentino B (1): 2000-01.

#### Otros logros
- Ascenso a la Primera B Nacional (1): 2015.

### Torneos Provinciales
- Liga Sanluiseña de Fútbol (25): 1946, 1969, 1971, 1972, 1973, 1977, 1979, 1980, 1981, 1982, 1985, 1988, 1990, 1992c, 1993c, 1994a, 1996c, 1997a, 1997c, 1998c, 2004a, 2011, 2014, 2017a, 2017c
- Copa Centenario 2019 (Subcampeón)